# Rosa Belviso
Rosa Belviso (Catania, 2 gennaio 1959) è un'ex calciatrice italiana, di ruolo centrocampista.
Ha giocato in Serie A con la Jolly Catania.

## Palmarès
- Campionato italiano: 1

Jolly Catania: 1978